# Kid Ory
Edward „Kid” Ory (ur. 25 grudnia 1886 w LaPlace, Luizjana, zm. 23 stycznia 1973 w Honolulu, Hawaje) – amerykański muzyk jazzowy, puzonista i bandlider.

## Życiorys
Pochodził z Nowego Orleanu, miał kreolskie korzenie. W dzieciństwie grywał na domowej roboty instrumentach. Multiinstrumentalista, początkowo grał na banjo, szybko jednak wyspecjalizował się w grze na puzonie. Opracował unikatowy styl gry na tym instrumencie, zwany jako „tailgate”. Jeden z najwybitniejszych puzonistów ery wczesnego jazzu. W latach 1912–1919 lider jednej z najpopularniejszych grup w Nowym Orleanie; tworzyli ją Joe King Oliver, Louis Armstrong, Johnny Dodds, Sidney Bechet, Jimmie Noone, Mutt Carey. W 1919 z przyczyn zdrowotnych Ory przeniósł się do Kalifornii, gdzie powołał do życia Kid Ory's Creole Orchestra stworzoną z muzyków pochodzących z Nowego Orleanu. Orkiestra stała się pierwszą afroamerykańską grupą, która nagrała płytę (w 1922 pod nazwą Spike's Seven Pods of Pepper Orchestra). W 1925 przeniósł się do Chicago, gdzie odnowił współpracę z Kingiem Oliverem, Jelly Roll Mortonem i Louisem Armstrongiem. Z tym ostatnim współpracował w projektach Hot Five i Hot Seven. Około roku 1930 powrócił na Zachodnie Wybrzeże, gdzie przeżywał okres twórczego zastoju. Powrót do świetności nastąpił na początku lat 40. W 1942 przyłączył się do Barney Bigard's Band jako basista, kornecista i saksofonista altowy. W 1944 pracował przy nagraniu audycji dokumentalnej dotyczącej jazzu tradycyjnego autorstwa Orsona Wellesa. W latach 60. zaczął podupadać na zdrowiu, zatracił twórczy impet. Zmarł w wieku 86 lat na Hawajach.
Współtworzone projekty (wybór)
- Spike’s Seven Pods of Pepper Orchestra
- Kid Ory’s Creole Orchestra
- towarzyszenie Ruth Lee i Robercie Dudley

## Dyskografia
Wybrane płyty długogrające nagrane w latach 50. i 60. XX wieku:
- 1950.12.15 – Kid Ory and His Creole Dixieland Band
- 1951 – At the Beverly Cavern (10 utworów)
- 1953
  - Creole Jazz Band at Club Hangover (nagrano: 1953.05.09-16)
  - Live at Club Hangover, Vol. 1 (nagrano: 1953.05.09-16)
- 1954
  - Creole Jazz Band (9 utworów, czas: 41'38")
  - Kid Ory's Creole Band/Johnny Wittwer Trio
  - Kid Ory's Creole Jazz Band (1954) (9 utworów, czas: 46'43")
  - Live at Club Hangover, Vol. 3 (nagrano: 1954.09.11-25)
- 1955 – Sounds of New Orleans, Vol. 9 (10 utworów, 42'15")
- 1956.12.05 – Kid Ory in Europe (koncert zarejestrowany w Paryżu)
- 1956 – The Legendary Kid (10 utworów, 41'49")
- 1956 – This Kid's the Greatest!(12 utworów, 38'15")
- 1956 – Favorites! 2-płytowy album (15 utworów, 70'23")
- 1957.10.27 – The Kid from New Orleans: Ory That Is (17 utworów)
- 1957 – Dixieland Marching Songs
- 1957 – Kid Ory Sings French Traditional Songs
- 1958.12 – Song of the Wanderer (8 utworów, 1957.08.25-26)
- 1959.11.11 – At the Jazz Band Ball 1959
- 1959 – Plays W.C. Handy (nagrano: 1959.03.31-04.01)
- 1960.09 – Dance with Kid Ory or Just Listen
- 1961.02 – The Original Jazz
- 1961.12.05 – The Storyville Nights (nagrano: 1961.12.05)
- 1968.09 – Kid Ory Live